# Eustroma fasciata
Eustroma fasciata är en fjärilsart som beskrevs av Barnes och Mcdunnough 1918. Eustroma fasciata ingår i släktet Eustroma och familjen mätare. Inga underarter finns listade i Catalogue of Life.